# Mã ATC C01
Bản mẫu:ATC code C
Mã ATC C01 Cardiac therapy là một phân nhóm điều trị của Hệ thống phân loại giải phẫu - điều trị - hoá học, một hệ thống mã chữ và số phát triển bởi tổ chức Y tế Thế giới dành cho việc phân loại các thuốc và các sản phẩm y khoa khác. Phân nhóm C01 là một thành phần của nhóm theo giải phẫu C Hệ tim mạch.

Mã phục vụ thú y (mã ATCvet) có thể được thành lập bằng cách đặt chữ Q phía trước mã ATC người: QC01... Mã ATCvet không có mã ATC ở người tương ứng được ghi chú với chữ cái đầu là Q trong danh sách sau đây.
Các ấn bản quốc gia về phân loại ATC có thể có thêm những mã không có trong danh sách theo phiên bản của tổ chức Y tế Thế giới này.

## C01AGlycozittim

### C01AA Các glycozitDigitalis
C01AA01 Acetyldigitoxin
C01AA02 Acetyldigoxin
C01AA03 Digitalis leaves
C01AA04 Digitoxin
C01AA05 Digoxin
C01AA06 Lanatoside C
C01AA07 Deslanoside
C01AA08 Metildigoxin
C01AA09 Gitoformate
C01AA52 Acetyldigoxin, combinations

### C01AB Các glycozitScilla
C01AB01 Proscillaridin
C01AB51 Proscillaridin, combinations

### C01AC Các glycozit Strophantus (Chi Sừng trâu)
C01AC01 Ouabain
C01AC03 Cymarin

### C01AX Các glycozit tim khác
C01AX02 Peruvoside

## C01B Cácthuốc chống loạn nhịp tim, lớp I và III

### C01BA Các thuốc chống loạn nhịp tim, lớp Ia
C01BA01 Quinidine
C01BA02 Procainamide
C01BA03 Disopyramide
C01BA04 Sparteine
C01BA05 Ajmaline
C01BA08 Prajmaline
C01BA12 Lorajmine
C01BA51 Quinidine, combinations excluding Psycholeptics
C01BA71 Quinidine, combinations with psycholeptics

### C01BB Các thuốc chống loạn nhịp tim, lớp Ib
C01BB01 Lidocaine
C01BB02 Mexiletine
C01BB03 Tocainide
C01BB04 Aprindine

### C01BC Các thuốc chống loạn nhịp tim, lớp Ic
C01BC03 Propafenone
C01BC04 Flecainide
C01BC07 Lorcainide
C01BC08 Encainide
C01BC09 Ethacizine

### C01BD Các thuốc chống loạn nhịp tim, lớp III
C01BD01 Amiodarone
C01BD02 Bretylium
C01BD03 Bunaftine
C01BD04 Dofetilide
C01BD05 Ibutilide
C01BD06 Tedisamil
C01BD07 Dronedarone

### C01BG Các thuốc chống loạn nhịp tim khác, lớp I và III
C01BG01 Moracizine
C01BG07 Cibenzoline
C01BG11 Vernakalant

## C01C Cardiac stimulants excluding cardiac glycosides

### C01CAAdrenergicvàDopaminergicagents
C01CA01 Etilefrine
C01CA02 Isoprenaline
C01CA03 Norepinephrine
C01CA04 Dopamine
C01CA05 Norfenefrine
C01CA06 Phenylephrine
C01CA07 Dobutamine
C01CA08 Synephrine
C01CA09 Metaraminol
C01CA10 Methoxamine
C01CA11 Mephentermine
C01CA12 Dimetofrine
C01CA13 Prenalterol
C01CA14 Dopexamine
C01CA15 Gepefrine
C01CA16 Ibopamine
C01CA17 Midodrine
C01CA18 Octopamine
C01CA19 Fenoldopam
C01CA21 Cafedrine
C01CA22 Arbutamine
C01CA23 Theodrenaline
C01CA24 Adrenaline
C01CA25 Amezinium metilsulfate
C01CA26 Ephedrine
C01CA30 Combinations
C01CA51 Etilefrine, combinations

### C01CEPhosphodiesterase inhibitor
C01CE01 Amrinone
C01CE02 Milrinone
C01CE03 Enoximone
C01CE04 Bucladesine
QC01CE90 Pimobendan

### C01CX Other cardiac stimulants
C01CX06 Angiotensinamide
C01CX07 Xamoterol
C01CX08 Levosimendan

## C01DVasodilationsused inCardiovascular diseases

### C01DA OrganicNitrovasodilators
C01DA02 Medical use of nitroglycerin
C01DA04 Methylpropylpropanediol dinitrate
C01DA05 PETN
C01DA07 Propatylnitrate
C01DA08 Isosorbide dinitrate
C01DA09 Trolnitrate
C01DA13 Eritrityl tetranitrate
C01DA14 Isosorbide mononitrate
C01DA20 Organic nitrates in combination
C01DA38 Tenitramine
C01DA52 Glyceryl trinitrate, combinations
C01DA54 Methylpropylpropanediol dinitrate, combinations
C01DA55 Pentaerithrityl tetranitrate, combinations
C01DA57 Propatylnitrate, combinations
C01DA58 Isosorbide dinitrate, combinations
C01DA59 Trolnitrate, combinations
C01DA63 Eritrityl tetranitrate, combinations
C01DA70 Organic nitrates in combination with psycholeptics

### C01DBQuinolonevasodilators
C01DB01 Flosequinan

### C01DX Other vasodilators used in cardiac diseases
C01DX01 Itramin tosilate
C01DX02 Prenylamine
C01DX03 Oxyfedrine
C01DX04 Benziodarone
C01DX05 Carbocromen
C01DX06 Hexobendine
C01DX07 Etafenone
C01DX08 Heptaminol
C01DX09 Imolamine
C01DX10 Dilazep
C01DX11 Trapidil
C01DX12 Molsidomine
C01DX13 Efloxate
C01DX14 Cinepazet
C01DX15 Cloridarol
C01DX16 Nicorandil
C01DX18 Linsidomine
C01DX19 Nesiritide
C01DX21 Serelaxin
C01DX51 Itramin tosilate, combinations
C01DX52 Prenylamine, combinations
C01DX53 Oxyfedrine, combinations
C01DX54 Benziodarone, combinations

## C01E Các chế phẩm tim khác

### C01EA CácProstaglandin
C01EA01 Prostaglandin E1

### C01EB Các chế phẩm tim khác
C01EB02 Long não
C01EB03 Indometacin
C01EB04 Glycozit Crataegus (Chi Sơn tra)
C01EB05 Creatinolfosfate
C01EB06 Phosphocreatine
C01EB07 Fructose 1,6-bisphosphate
C01EB09 Coenzyme Q10
C01EB10 Adenosine
C01EB11 Tiracizine
C01EB13 Acadesine
C01EB15 Trimetazidine
C01EB16 Ibuprofen
C01EB17 Ivabradine
C01EB18 Ranolazine
C01EB21 Regadenoson
C01EB22 Meldonium